# Estació (transports)

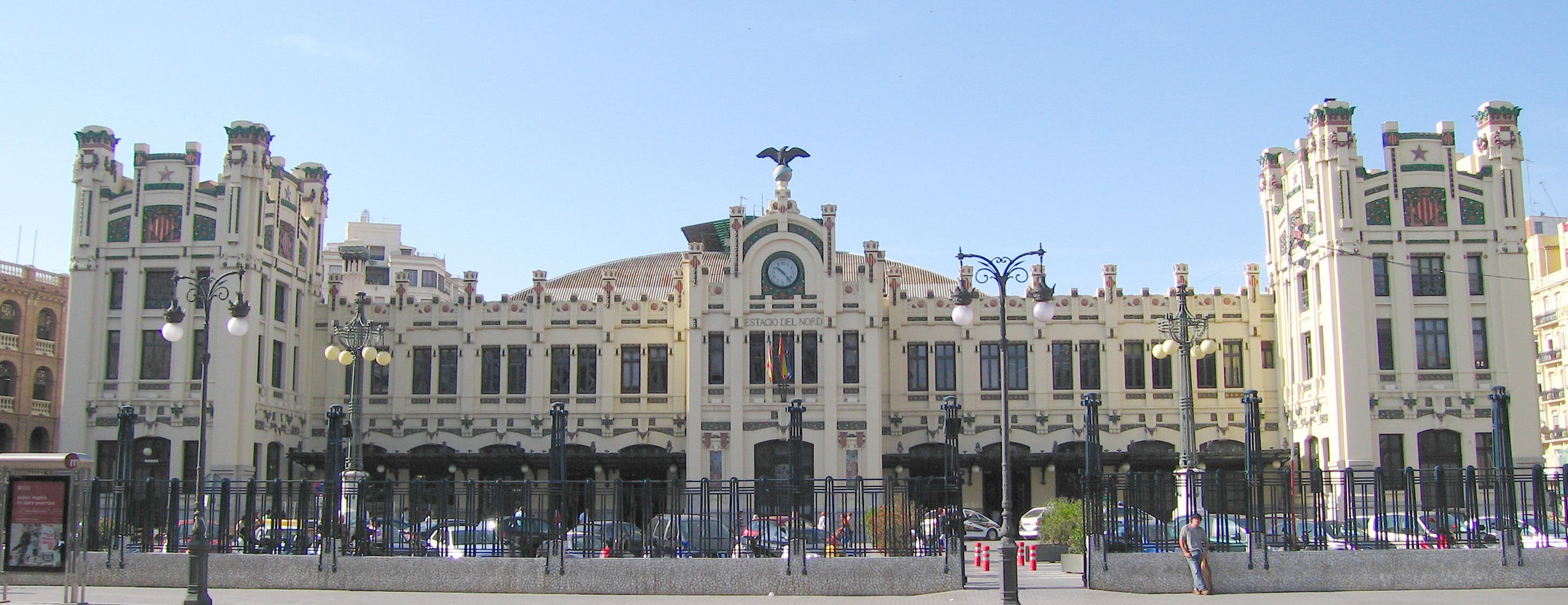
Estació del Nord, València

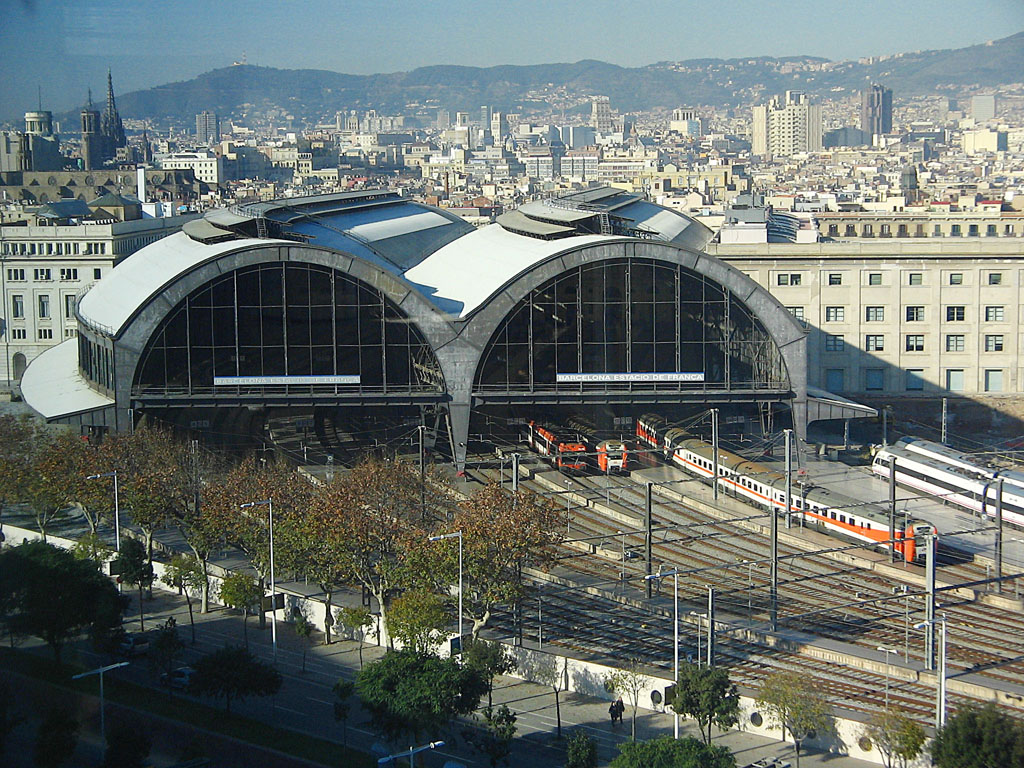
Estació de França, Barcelona

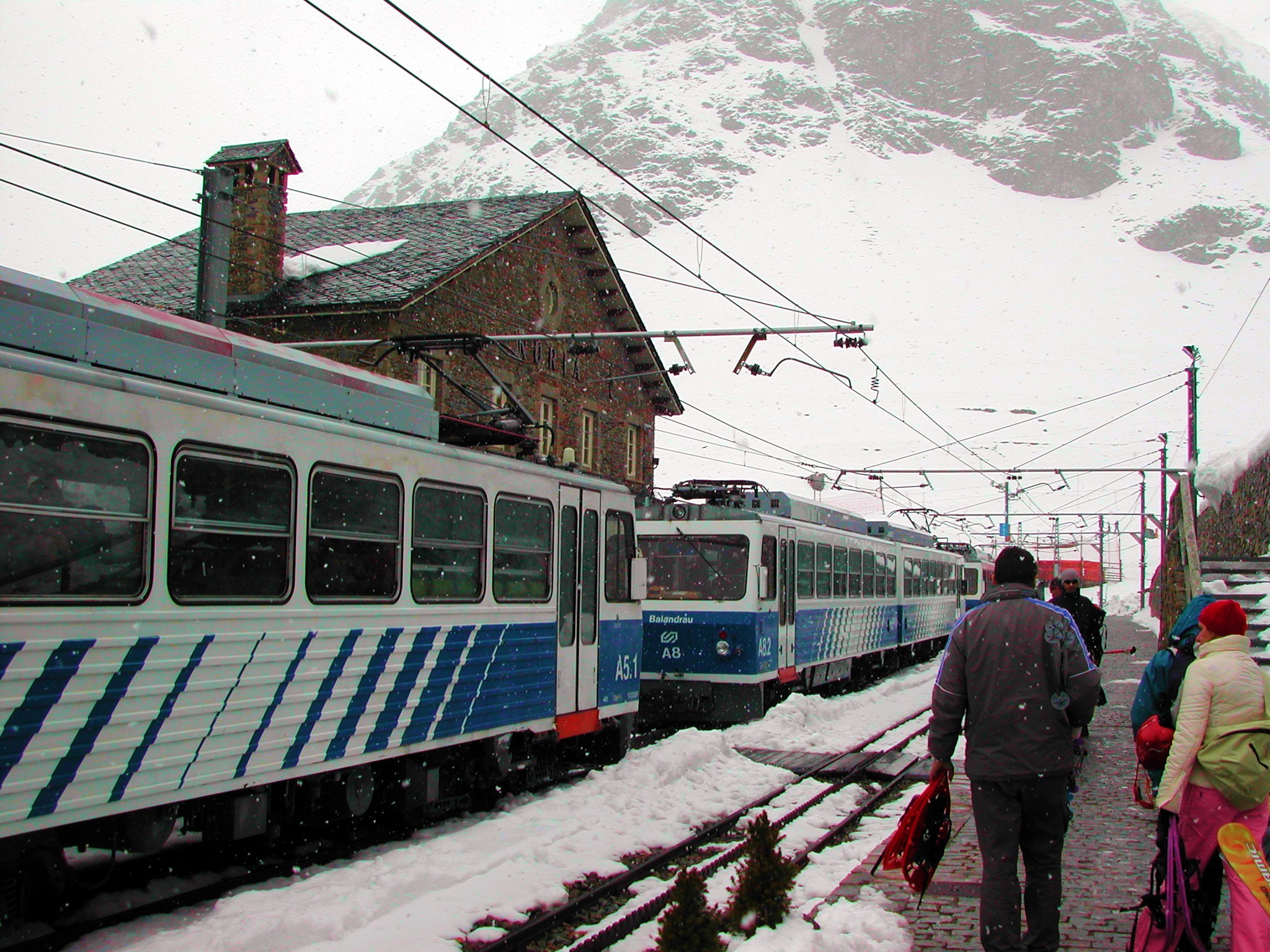
Estació Vall de Núria, Vall de Núria

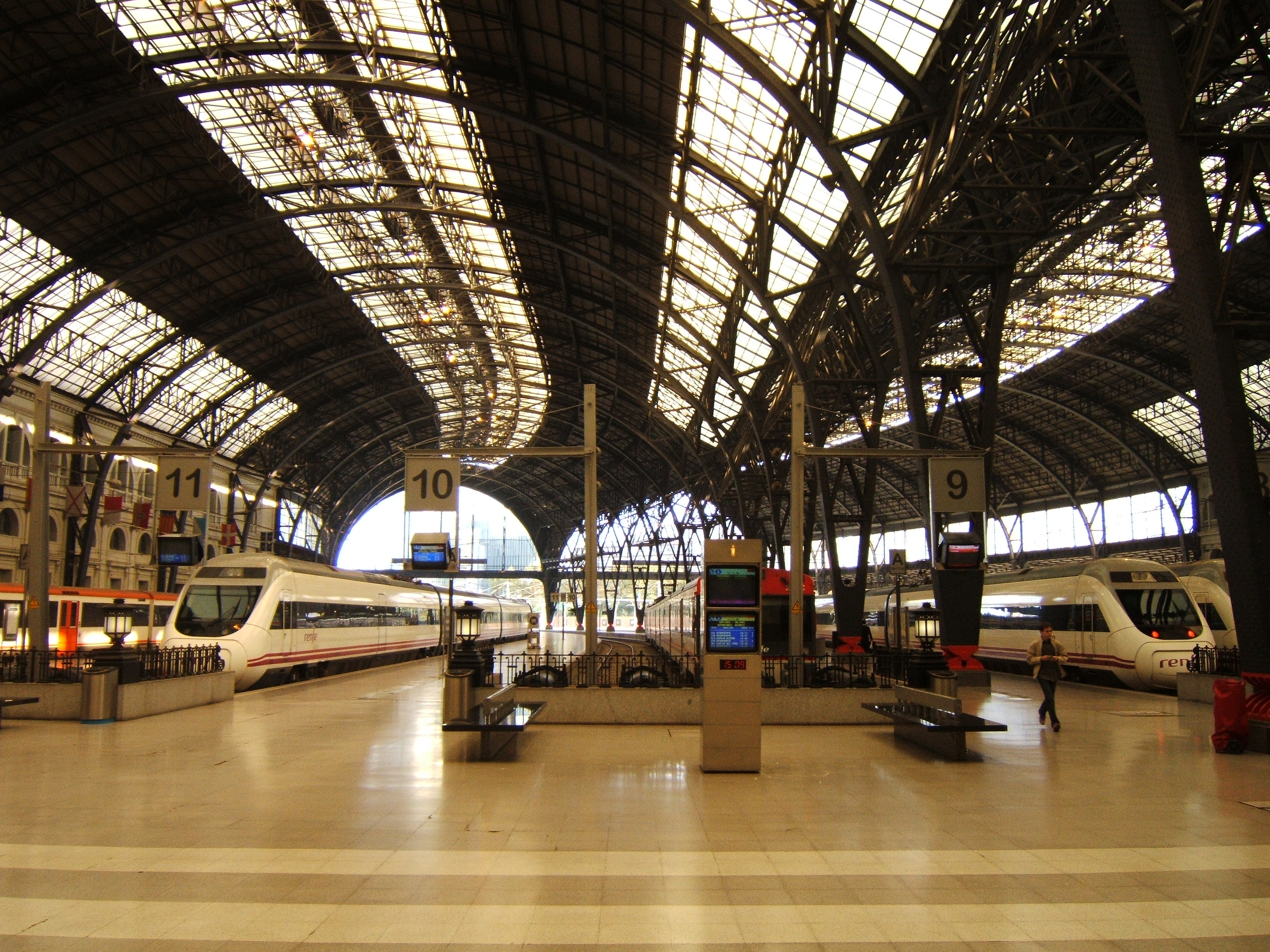
Estació de França, Barcelona

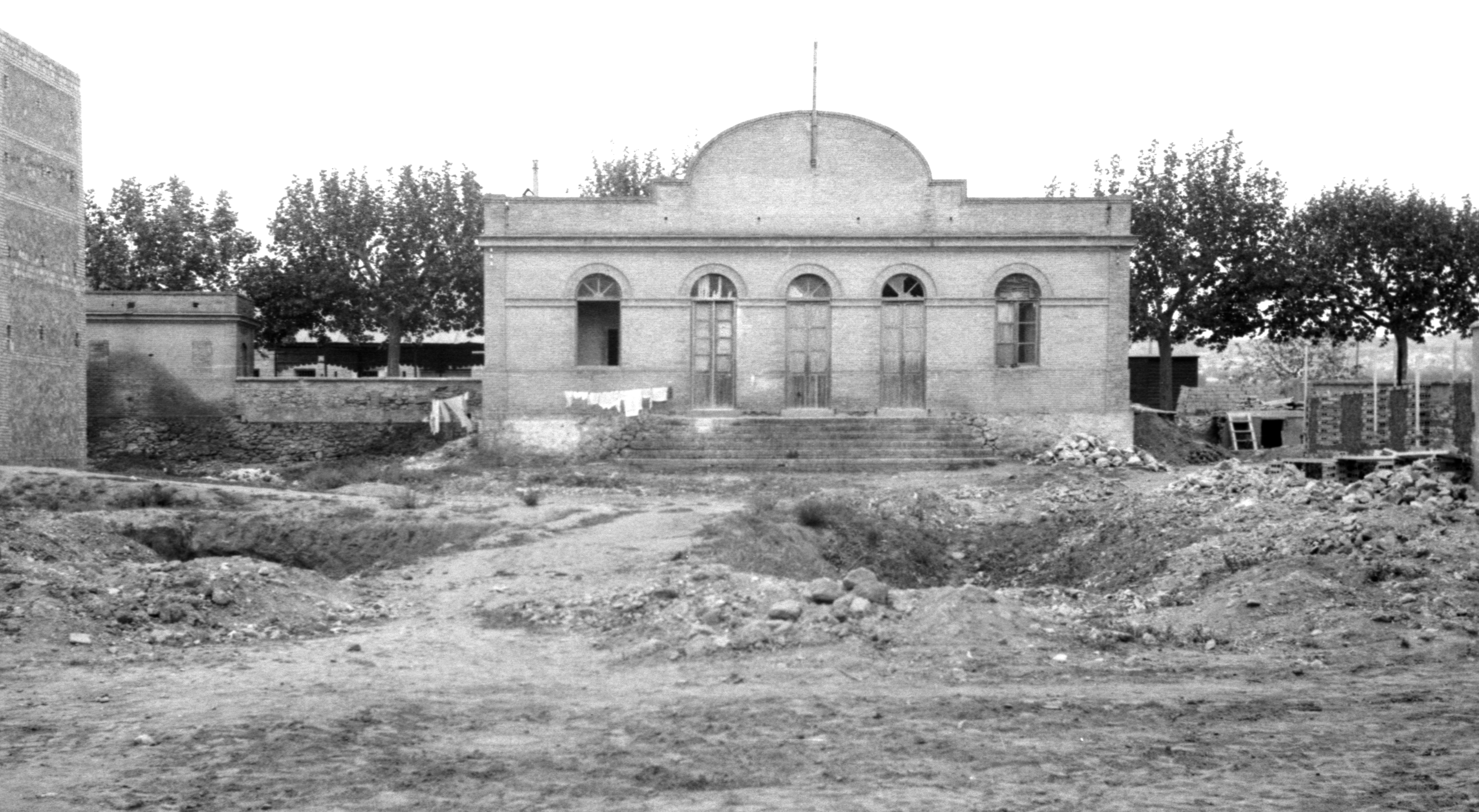
Antiga estació del ferrocarril, Alginet, 1955

Una estació és un indret on s'aturen els trens o altres mitjans de transport per admetre, transbordar o reexpedir passatgers i mercaderies. Conté un edifici, serveis tècnics o comercials així com a instal·lacions d'operacions ferroviàries, magatzems o tallers. Quan es tracta de transport de persones, es diferència del simple baixador al qual no hi ha cap altre servei. Per analogia s'aplica també als edificis on hi ha les parades i oficines i taquilles de tramvies i autobusos. Les estacions més grans sovint ofereixen correspondències amb una estació d'autobusos o altres mitjans de transport en comú.
Tot i que hi ha estacions mixtes, modernament es solen separar les estacions de passatgers de les estacions de mercaderies. Quan els contenidors van aparèixer, el tractament de bolics i paquets va minvar ràpidament i es va transferir al transport per camió. Molts estacions de mercaderies van desaparèixer i el tractament de contenidors es va desplaçar dels centres urbans cap a zones industrials.
Una definició antiga d'estació, almenys per a les línies de via única –que formaven la immensa majoria a Espanya fins passada la dècada de 1950– es troba al Reglament del Ferrocarril de Sóller de 1912 que diu que estació és tot «Lloc en el qual hi ha almenys dues vies i un aparell telegràfic».

## Equip tècnic
Conté una instal·lació de vies, aparells de via i agulles, protegida per senyals, on es poden coordinar processos de circulació i els límits de la qual queden definits pels senyals d'entrada d'ambdós extrems. En certs Reglaments de Circulació, Llocs de Bloqueig, Llocs de Banalització i Bifurcacions, així com els Llocs de Circulació, quan intervinguen en el bloqueig.

## Història

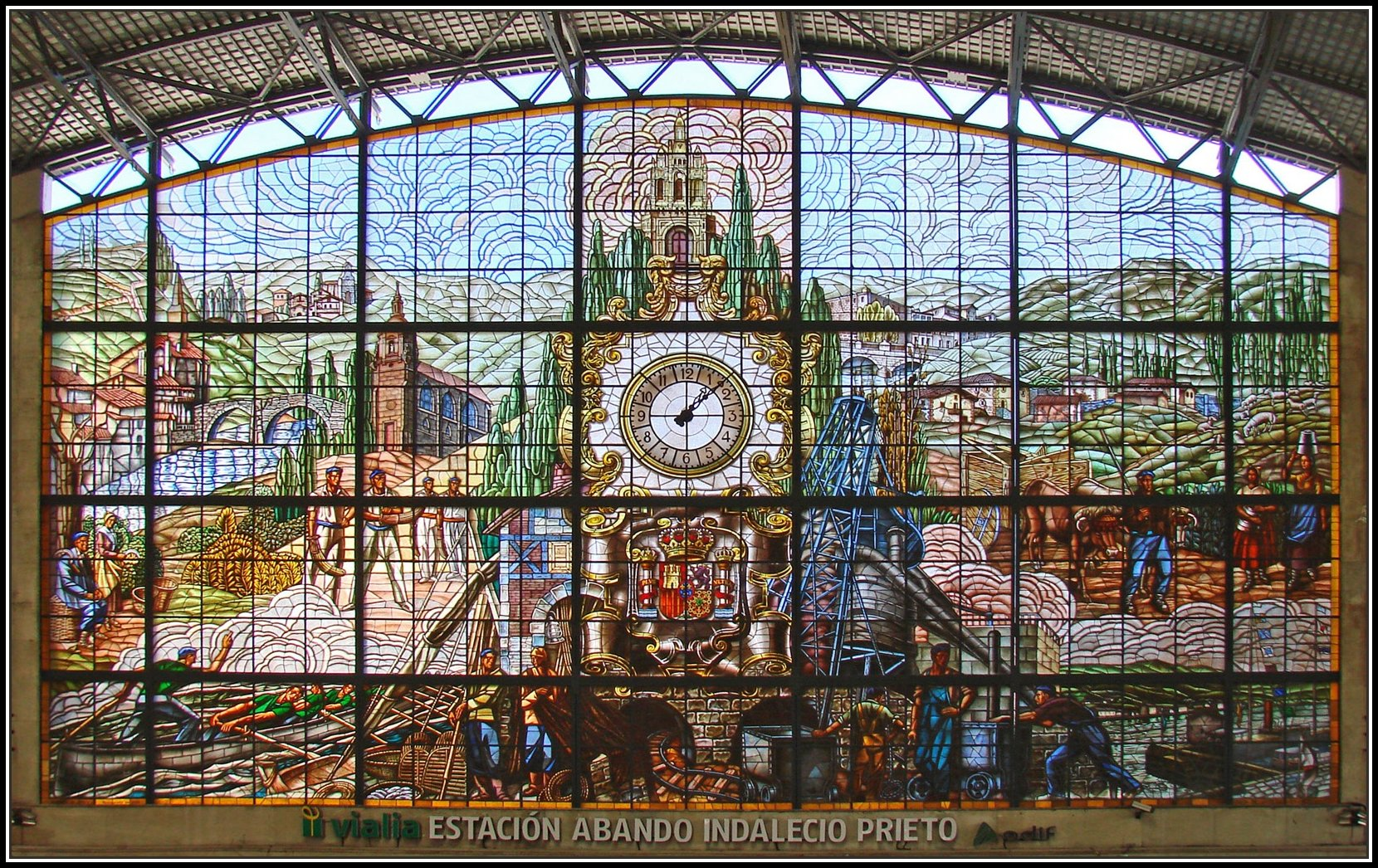
Exemple d'arquitectura del ferro ferroviària del segle XIX: vidriera de l'estació d'Abando a Bilbao.

La primera estació de ferrocarril registrada del món va ser The Mount al ferrocarril d'Oystermouth (més tard conegut com a Swansea and Mumbles) a Swansea, Gal·les, que va començar el servei de passatgers el 1807, tot i que els trens eren tirat per cavalls més que no pas per locomotores. L'estació de Mount Clare de dos pisos a Baltimore a l'estat de Maryland als Estats Units, que sobreviu com a museu, va veure per primera vegada el servei de passatgers com una terminal del Ferrocarril de Baltimore i Ohio tirat per cavalls el 22 de maig de 1830.

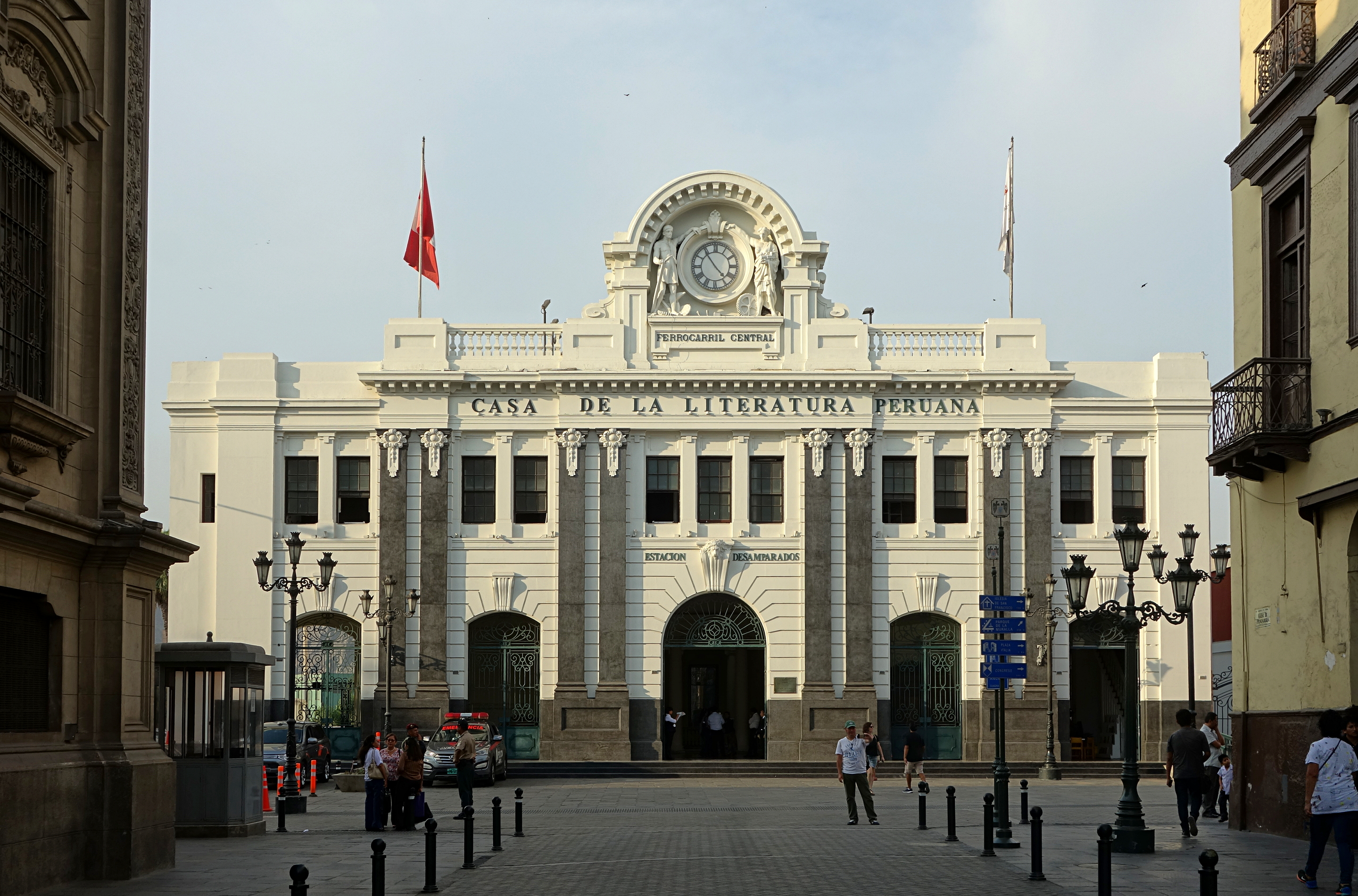
Estació de Desamparados a Lima, d'estil Acadèmic Francès

Les estacions han adquirit progressivament una importància històrica, sociològica i estètica que sobrepassa la simple funció tècnica. Són, com el ferrocarril en si (1825-1830, els primers trens a vapor a Anglaterra), un dels elements característics del desenvolupament industrial i urbanístic del segle xix. Les estacions ferroviàries van aparèixer al Regne Unit durant els anys 1820, posteriorment es van desenvolupar a Bèlgica i finalment a tots els països industrialitzats. Els primers en sentit modern van aparèixer el 1830 en la línia Manchester-Liverpool, la primera a tenir un servei regular.
Les estacions van ser un repte important per als arquitectes de l'època, quant a l'estructura de l'edifici, ja que requerien grans espais i, a causa de la gran acumulació de fums provinents de les locomotores, grans altures. Això va propiciar la construcció de grans voltes metàl·liques i va donar un impuls al desenvolupament de l'arquitectura del ferro. Els nous materials que va proporcionar la revolució industrial, sobretot l'acer d'alta qualitat, eren menester per a construir les estacions i les vies.

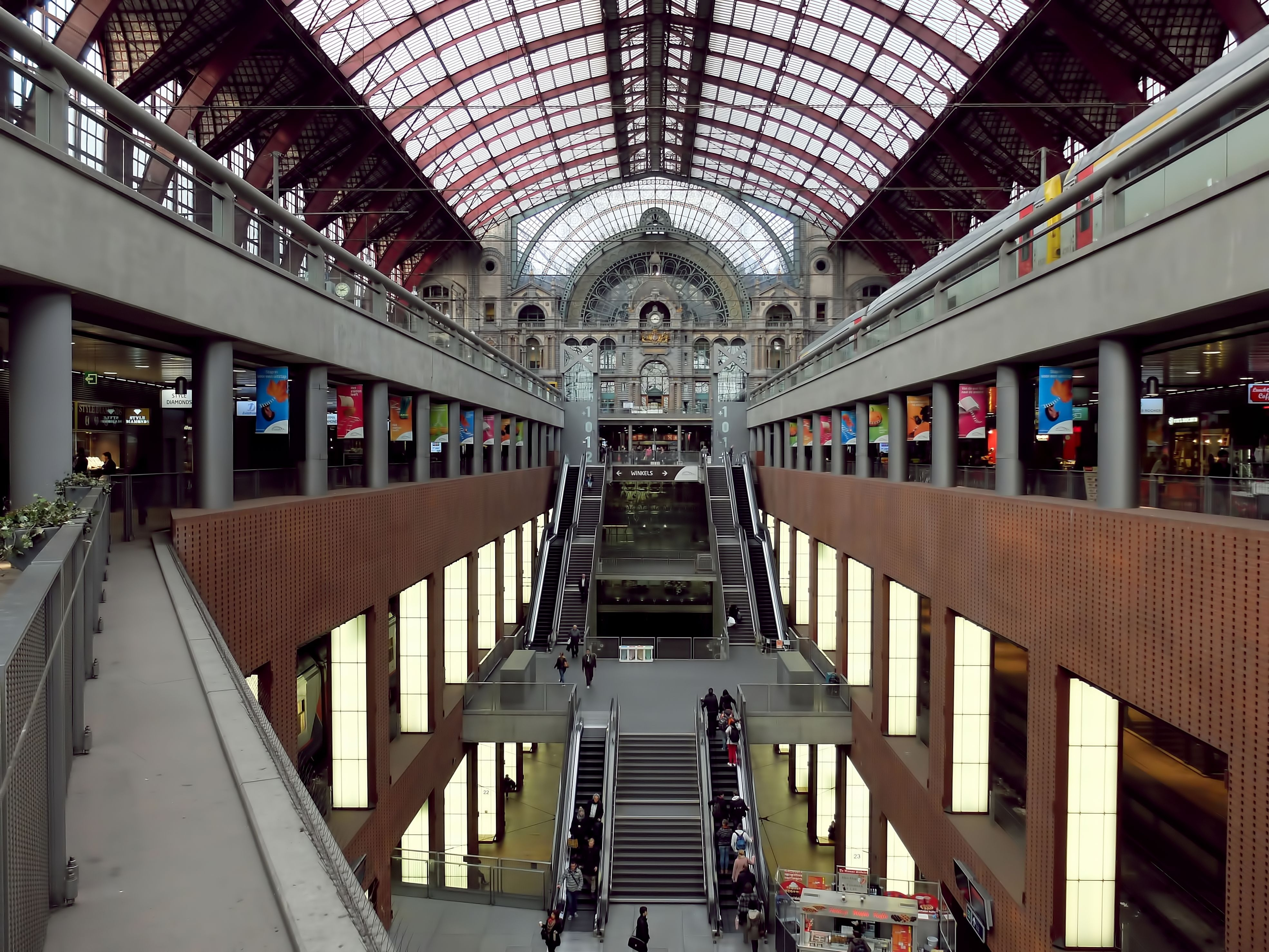
L'antiga estació d'Anvers-Centraal de 1873, a la qual es van afegir dos pisos subterranis en estil contemporani per als trens d'alta velocitat el 2007

Amb el temps les estacions van esdevenir quelcom completament funcional. Van ser víctimes d'una relativa pèrdua d'identitat durant els anys 1950 fins que, en part gràcies als trens d'alta velocitat al principi dels anys 1980 i a un desenvolupament del servei ferroviari suburbà, les estacions coneixen una nova renovació arquitectònica. El desenvolupament de la majoria de les ciutats ha fet que les estacions es modernitzin i de vegades si no van enderrocar els antics estacions monumentals, les van adaptar amb afegits arquitectònics moderns.

## Tipus
Les funcions de les estacions ferroviàries poden ser unificades en solament una estació combinada de viatgers i mercaderies. La majoria de les estacions ferroviàries és del tipus de passada. Addicionalment existeixen estacions de tipus terminal o de combinació.
Fins fa pocs anys, l'edificació ferroviària en les estacions consistia generalment en un conglomerat d'edificis amb diferents funcions purament ferroviàries. Des de l'edifici de viatgers, on es trobaven les finestretes, despatxos, sales d'espera i que, a vegades, eren l'habitatge del cap d'estació, fins a magatzems, dipòsits, molls i altres construccions. En l'actualitat, les edificacions de les estacions ferroviàries estan canviant substancialment, tendint a convertir-se en grans centres, on la funció ferroviària és només una mínima part. Grans superfícies comercials i d'oci complementen l'oferta ferroviària, seguint els models dels aeroports. Açò comporta que l'arquitectura de les estacions, en gran part del segle xx, estiga canviant radicalment a edificacions més modernes i funcionals.
Un baixador permet l'accés dels viatgers als trens tot i que no és part de la gestió de la circulació, no té cap d'estació, ni ha de disposar de desviaments i senyals. Es localitza especialment en pobles on la demanda és molt petita i no requereix una instal·lació major, ja que un baixador és pràcticament una andana amb un panell informatiu. Des d'un baixador no es pot expedir un tren, per la qual cosa un tren que realitza parada en un baixador ha d'haver sortit i tenir com a destinació una estació.
Principalment es distingeixen els tipus d'estacions següents:
Estacions de viatgers
Dels que s'inclou:
- Estació terminal
- Estació intermèdia
- Estació de passada
- Desocupada
- Baixador

Els serveis als passatgers solen concentrar-se en l'anomenat edifici de viatgers. Poden disposar de taquilles, màquines de venda automàtica, restaurants, bars, lavabos, consignes, objectes perduts, pantalles d'arribades i sortides, sales d'espera, parades de taxi i autobús, aparcament, etc. La disponibilitat de serveis depèn de la mida i la importància de l'estació, de manera que algunes de molt bàsiques només disposen d'andanes.
Alguns edificis de viatgers (com el de l'Estació de Termini a Roma) són gestionats per empreses diferents a les que gestionen el trànsit ferroviari (en el cas de Termini és gestionada per Grandi Stazioni, filial de la que gestiona el trànsit ferroviari, Ferrovie dello Stato). Aquestes empreses busquen la rendibilitat d'aquests edificis, per la qual cosa habitualment inclouen centres comercials a l'interior de l'estació.
En alguns països d'Àfrica i Sud-amèrica, i en algunes zones de l'Índia, els edificis de viatgers s'utilitzen com a mercats públics i altres negocis informals.
Estacions per al transport de mercaderies
- Estacions de mercaderies
- Estacions per a l'ordenació dels trens de mercaderies composts dels vagons aïllats, les estacions de classificació.

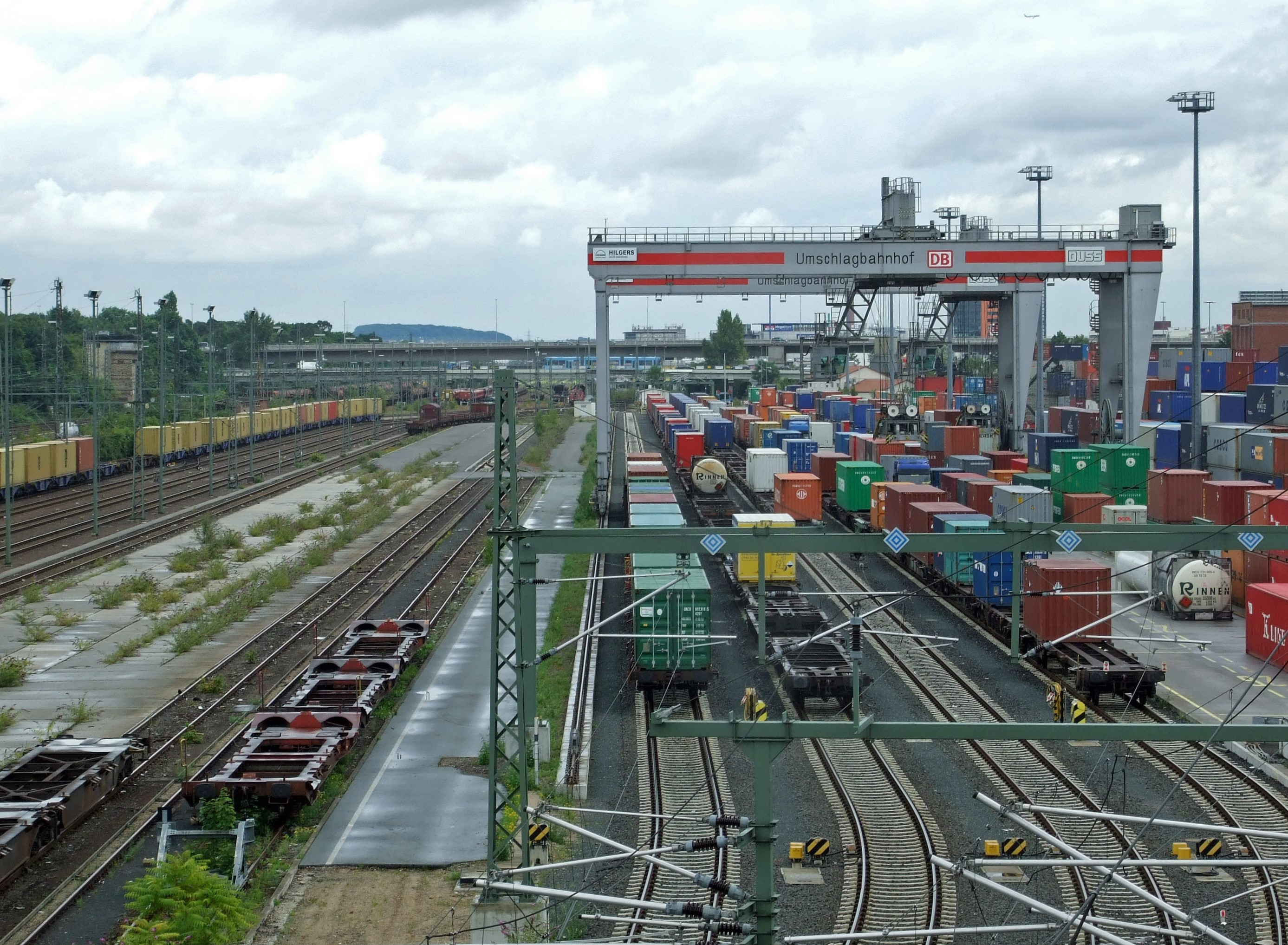
Instal·lacions per a mercaderies en una estació.

Les estacions de classficació per a mercaderies disposen d'instal·lacions especials maejar els vagons, tant la càrrega i descàrrega com la classificació. Aquest ofici, antany molt manual, ha canviat molt amb l'arribada dels contenidors, el contingut dels quals no és carregat a l'estació, però a centres de logística. Un cas especial d'estació de mercaderies són els ports secs.
De vegades a les estacions de viatgers es troben instal·lacions per carregar mercaderies en trens de viatgers.
A la circulació
En ocasions la pròpia estació alberga el gabinet de circulació i el maneig de l'enclavament i en altres hi ha instal·lacions gràcies a un control remot, com és el cas del Control de Trànsit Centralitzat.
Als trens
En algunes estacions hi ha serveis per als trens, com ara proveïment d'aigua o de combustible, acoblament elèctric per proporcionar calefacció al tren quan no està connectat a la locomotora, estacionament, etc.
En estacions generalment frontereres es pot trobar un servei de canvi d'amplada de via, i en el cas d'Espanya, diversos canvis d'ample de via en una mateixa línia.

## Seguretat

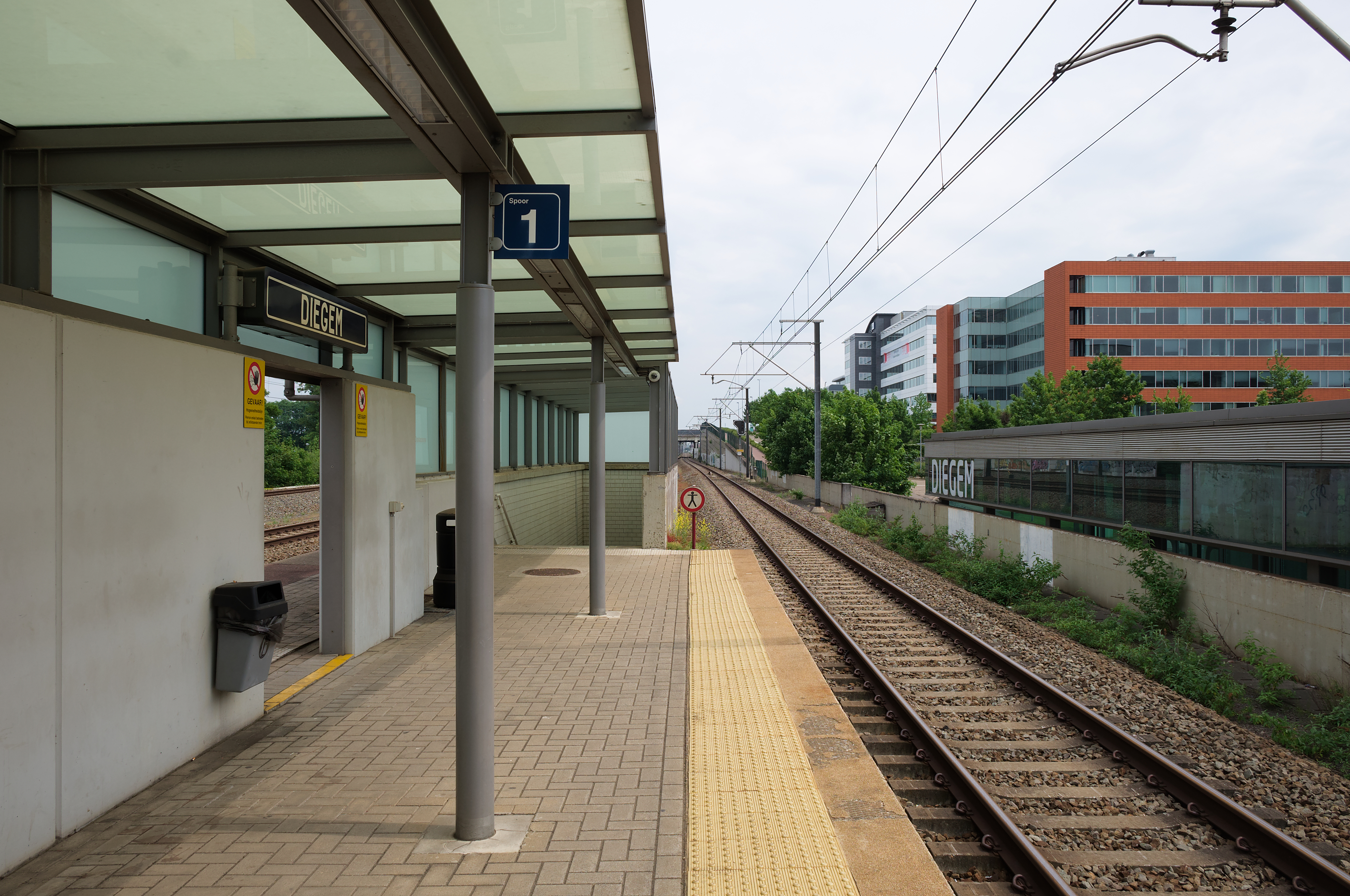
Una andana de l'estació de Diegem a Machelen (Bèlgica). Vegeu les franges grogues amb relleu a terra que marquen la distància de seguretat amb la via.

Les estacions de ferrocarril presenten un risc per a la salut i seguretat dels passatgers. Així, una persona que no freqüenta estacions pot estar desorientada i mostrar-se insegura, mentre que un passatger habitual pot estar massa confiat en situacions de risc. Les actituds més comunes que suposen un perill sovint són socialment acceptades, trobant-se entre elles estar massa a prop de la vora de l'andana, adoptar postures inestables i embarcar o desembarcar de manera tardana.
Els incidents succeeixen tant quan hi ha trens a l'andana o quan és buit. Els principals riscos existents mentre el tren es troba a l'estació inclouen ensopegar entre el buit i l'andana, relliscades o bloquejos a les portes. Mentre l'andana és buida, els incidents poden suposar caigudes a les vies o cops en estar massa a prop d'un tren en moviment.
Algunes de les mesures per reduir els riscos a les estacions són:
- Ús de senyals a la vora de l'andana i de terres antilliscants.
- Control de l'accés de passatgers a una andana.
- Assegurar bona visibilitat de l'arribada d'un tren per dissuadir els passatgers de treure el cap.
- Establir una bona comunicació entre el personal de l'estació i del ferrocarril.

### Atacs terroristes
Les estacions de pateixen un risc elevat d'atemptats terroristes. A Europa, un de cada tres atacs tenen lloc en trens o estacions ferroviàries. En aquestes infraestructures, els atemptats es van fer mitjançant l'ús d'explosius (44%), immolacions (32%), armes blanques (20%) i armes de foc (4%). Les estacions es consideren igual de vulnerables que els aeroports.
Es poden distingir dos entorns de seguretat diferenciats, segons l'estació sigui de tren d'alta velocitat o urbana. Una parada de tren d'alta velocitat permet més controls atès que els trajectes són menys freqüents, més llargs i amb menys estacions que en un metro. Per això, aquest sistema de transport permet controls d'accés, identificació individual i ús d'escàners. D'altra banda, les estacions a ciutats presenten una gran afluència de passatgers, diversos accessos des del carrer i més freqüència de trens, cosa que fa inviable un control tan exhaustiu en comparació. Les càmeres de videovigilància, els detectors d'explosius i els arcs de seguretat permeten reduir aquests riscos i monitorar els moviments de persones que accedeixen a les estacions.

## Accessibilitat

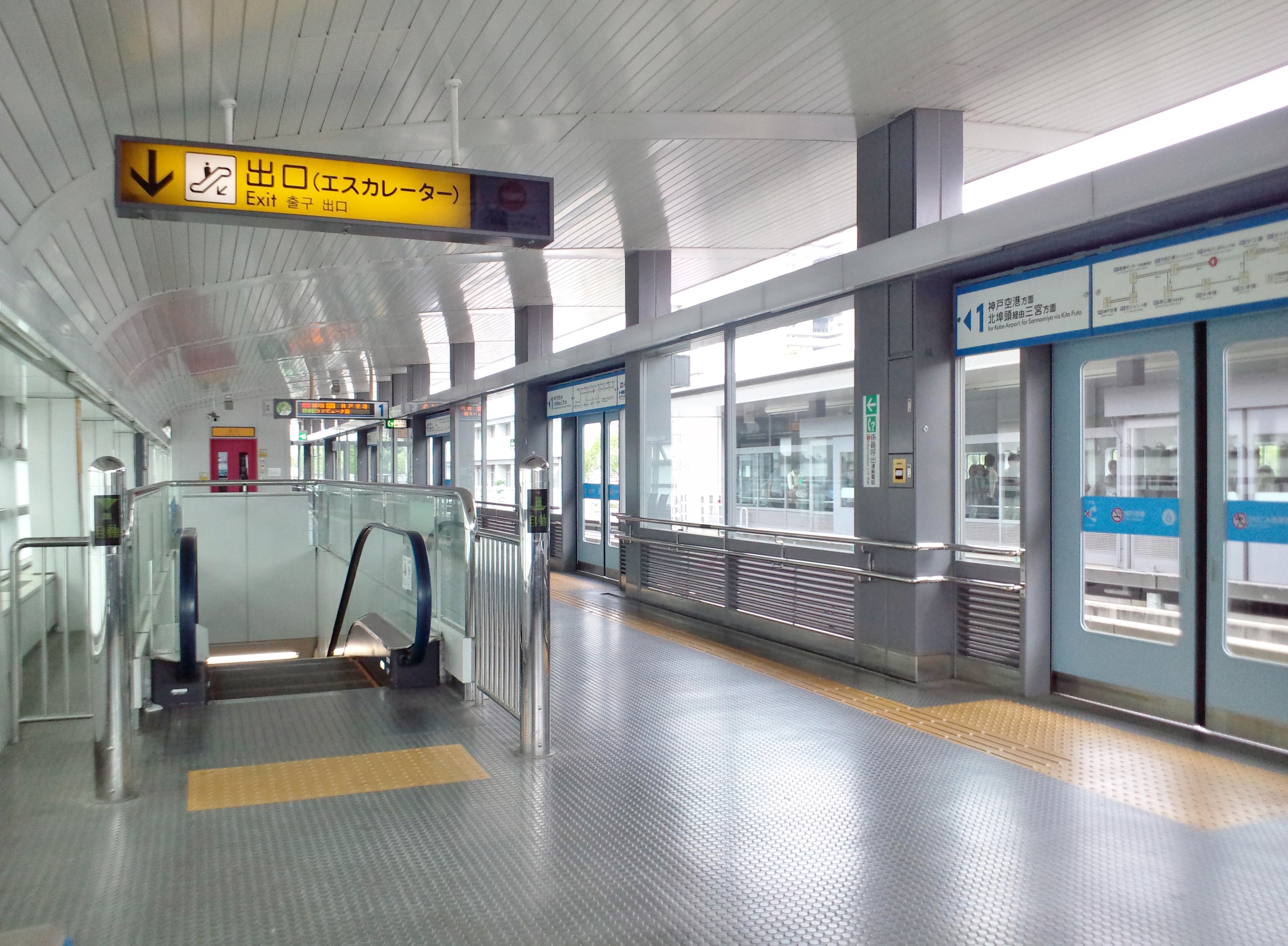
Unes portes d'andana a l'estació de Minatojima a Kōbe (Japó).

Molts països tenen regles per garantir l'accessibilitat per a persones discapacitades. Andorra té una llei d'accessibilitat des de 1995 que va ser refós el 2018. Des de 2005, a la Catalunya del Nord vigeix la llei francesa que imposa «l'accessibilitat universal» per a qualsevol local o equipament obert al públic. A Catalunya, el País Valencià i les Illes Balears vigeix la llei espanyola amb certes modificacions locals, segons l'autonomia. A l'Alguer i l'Illa de Sardenya vigeix la llei regional de 1991 que visa a suprimir les barreres arquitectòniques. Molts països tenen reglaments semblants.
Les adaptacions poden incloure entre d'altres:
- Els ascensors o rampes per a les persones en cadires de rodes que no poden fer servir les escales. També faciliten l'accés a persones amb cotxets, bicicletes i equipatge.[17]
- Minimitzar l'espai entre el tren i l'andana tant en alçada com en amplada. Això també requereix material rodant amb les dimensions adequades. En algunes estacions, un treballador ferroviari pot instal·lar una rampa temporal per permetre l'embarcament de persones amb cadires de rodes, encara que dependre d'aquestes rampes pot provocar que les persones en cadires de rodes quedin encallades si un membre del personal no es presenta per desplegar-les.[19]
- Instal·lacions de l'estació, com ara banys accessibles, telèfons públics i anuncis audibles.
- Paviment tàctil per advertir les persones amb discapacitat visual que s'acosten a la vora d'una plataforma.[20] Les portes d'andana de la plataforma també eviten que les persones caiguin des de la vora.
- Al Regne Unit, els operadors ferroviaris organitzen un sistema de transport alternatiu —normalment un taxi— sense cost addicional per al titular del bitllet si l'estació a què pretén viatjar no és accessible.[21]